# Jacob Björnström
Jacob Carl Gustaf Herman Björnström (Vysotsk, 14 de dezembro de 1881 — Inari, 17 de julho de 1935) foi um velejador finlandês, medalhista olímpico. Ele competiu nos Jogos Olímpicos de Verão de 1912 na classe 10 Metre e conquistou a medalha de prata na disputa a bordo do Nina com Harry Wahl, Waldemar Björkstén, Bror Brenner, Allan Franck, Erik Lindh e Juho Aarne Pekkalainen.